# Eduard Kunz
Eduard Kunz (n. 30 octombrie 1980, Omsk, URSS) este un pianist rus.
Numit de BBC Music Magazine ca fiind printre cei 10 pianiști ai viitorului, a cântat alături de peste 70 de orchestre importante ale lumii, dintre care: London Philharmonic Orchestra (LPO) la Royal Albert Hall, toate formațiile orchestrale ale BBC, Royal Stockholm Orchestra, Orchestre Nationale de Capitol de Toulouse, Filarmonica "George Enescu" din București, Orchestra Filarmonică din Tokyo și așa mai departe. 
A ajuns în a doua etapă a Concursului Internațional „Piotr Ilici Ceaikovski” de la Moscova, în 2011, este semifinalistul Concursului Van Cliburn din 2009 și câștigătorul Premiului I la a XVIII-a ediție a Concursului Internațional George Enescu din București.

## Activitatea artistică
Eduard a studiat la Școala de muzică nr. 3 din Omsk cu Galina Gorbunova, apoi la Școala Specială Gnessin pentru copii supradotați cu mentorul său, Mikhail Khokhlov, la Conservatorul Ceaikovski din Moscova cu marele pianist Andrei Diev, și la Colegiul Regal de Muzică din Nord din Manchester cu Norma Fisher și Mark Ray. 
În activitatea sa, a colaborat cu dirijori precum Tugan Sokhiev, Cristian Mandeal, Edward Gardner, Gerard Schwarz, Lothar Koenigs, Garry Walker, Clark Rundell, Mark Stephenson, Alejandro Posada, Josep Caballe Domenech, Alexander Joel, Andrés Orozco-Estrada, Barry Wordsworth și David Angus.
Alte debuturi importante au inclus Deutsches Symphonie-Orchester Berlin la Orchestra Filarmonică din Berlin, precum și recitaluri la Wigmore Hall din Londra, Bridgewater Hall în Manchester, Muzeul Luvru la Paris, Orchestra Regală Concertgebouw în Amsterdam și Winterthur Hall în Barcelona, printre multe altele. Eduard a înregistrat pentru posturile de radio clasice precum BBC Radio 3, Radio France și Deutschlandradio Kultur. 
Eduard a avut turnee în România extrem de des, aducând un pian Yamaha CFX de la Filarmonica din Berlin atât în recitaluri, cât și alături de violonistul Alexandru Tomescu - alături de care a avut turnee cu lucrările pentru pian și vioară de Prokofiev și Enescu („In the Mood for Prokofiev” - Turneul Stradivarius). Concertul final al turneului cu Alexandru Tomescu de la Sala Radio a fost difuzat atât pe TVR 1, cât și pe TVR HD. Documentarul despre turneu (regia A. Condurache) a câștigat un premiu la Simfest 2016.
Înregistrările radio includ Concertul pentru două piane și orchestră nr. 10 de Wolfgang Amadeus Mozart cu BBC Scottish Orchestra, Concertul pentru pian nr. 3 (Beethoven), Concertul pentru pian nr. 2 de Serghei Rahmaninov cu BBC Concert Orchestra, concertele de Schumann și Șostakovici cu Welsh National Orchestra și Rapsodia pe o temă de Paganini de Serghei Rahmaninov cu BBC Symphony Orchestra, precum și înregistrări cu Alexandru Tomescu ale operelor integrale pentru vioară și pian de George Enescu.
Eduard se întoarce în Rusia în mod regulat, unde concertează cu orchestrele naționale de tineret din Rusia, Orchestrele din Moscova și Filarmonica de stat din Sankt Petersburg, printre multe altele, precum și recitaluri la Sala Mare a Conservatorului din Moscova.
Eduard oferă maserclassuri regulat la Conservatoarele din Erevan și Chișinău, la universitatățile de muzică din Oslo și din statul Georgia, la Moscova și București. Începând cu 2012, Eduard conduce o serie anuală de masterclassuri în toate conservatoarele majore din China (31 la număr) și este profesor invitat la Academia Shlern Sud Tirol, Italia și Academia Nagoya, Japonia. În 2018, a primit cel mai înalt grad de statut universitar - Profesor Docent,  de la Universitatea Iosip Strossmaeir, Croația.
A fost primul pianist din istorie care a prezentat Yamaha Disklavier Technology™ în masterclass-urile sale din Shanghai, Beijing și Hong Kong, în 2017.
Câștigător a treisprezece premii ale competițiilor internaționale de pian, Kunz a câștigat Marele Premiu al Concursului George Enescu de la București și Medaliile de Aur la Concursul Internațional de la New Orleans din Statele Unite ale Americii  și Concursul de pian Paderewski din Polonia 
Printre partenerii de scenă ai lui Eduard se numără Yulian Rachlin, Patricia Kopacinskaia, Sol Gabetta, Vilde Frang, Boris Andrianov, Aleksandr Ghindin și Yuriy Medyanik.
Eduard este co-fondatorul Kunz Piano Academy din Brașov, România, eveniment desfășurat de două ori pe an, alături de tineri din întreaga lume pentru o săptămână de masterclass-uri publice. În 2020, Kunz Piano Academy va organiza edițiile 4 și 5.
Eduard este un artist al Societății Filarmonice din Moscova, laureat al Festivalului Verbier din Elveția, fost artist BBC New Generation desemnat pentru perioada 2006-2008 și artist Yamaha.
Apare în documentarul din 2010 „A surprise in Texas” despre concursul Fundației Van Cliburn din 2009, unde a fost semifinalist. 
Cel mai recent CD solo înclude lucrări de Scarlatti, Beethoven, Schubert și Paderewski - disponibil și pe format analogic - distribuit de Openreel, Italia.

## Premii și distincții
| Anul | Distincția                                   |
| ---- | -------------------------------------------- |
| 1997 | Spivakov Foundation Award                    |
| 2002 | Richter Award, Rostropovich Foundation       |
| 2004 | Erik Chisholm Memorial Prize                 |
| 2004 | Royal Northern College of Music's Gold Medal |
| 2004 | Dame Myra Hess Award                         |
| 2004 | Worshipful Company of Musicians Silver Medal |
| 2005 | Yamaha Music Foundation Award                |
| 2005 | Hattori Foundation Award                     |
| 2006 | MIFCO Award                                  |
| 2006 | BBC Radio 3 New Generation Artist            |
| 2007 | Verbier Festival laureate                    |

| Anul | Concursul                                             | Premiul            |
| ---- | ----------------------------------------------------- | ------------------ |
| 2000 | III Sabitov International Piano Competition           | Premiul I          |
| 2001 | IV Horowitz International Piano Competition           | Premiul III        |
| 2002 | III Bitola International Music Competition            | Premiul I          |
| 2002 | II Enschede International Piano Competition           | Premiul I          |
| 2002 | Grand Konzerteum International Piano Competition      | Premiul I          |
| 2005 | Dudley International Piano Competition                | Premiul I          |
| 2005 | Bromsgove International Musicians Competition         | Premiul I          |
| 2005 | Manchester Piano Award                                | Premiul I          |
| 2007 | XVIII Concursul Internațional „George Enescu”         | Premiul I          |
| 2007 | XIII Città di Sulmona International Piano Competition | Premiul I          |
| 2007 | VIII Vietri sul Mare International Piano Competition  | Câștigător         |
| 2007 | VIII Premi Principat d'Andorra                        | Premiul I          |
| 2008 | Pinerolo International Piano Competition              | Premiul I          |
| 2009 | Van Cliburn International Piano Competition           | Mențiunea Juriului |
| 2009 | San Nicola di Bari International Piano Competition    | Câștigător         |
| 2009 | XVII Frechilla-Zuloaga Piano Award                    | Premiul I          |
| 2010 | 22nd New Orleans International Piano Competition      | Premiul I          |
| 2010 | 8th Paderewski International Piano Competition        | Premiul I          |